# Verwünschung
Die Verwünschung ist eine märchenspezifische Ausprägung des Fluches. Um eine Verwünschung handelt es sich, wenn sich ein Wunsch gegen eine andere Figur oder Sache richtet. Der Betroffene wird temporär in eine wesensfremde Gestalt verwandelt oder anderweitig in einen Zustand verzaubert, aus dem er sich alleine nicht befreien kann. Gemeinsam mit der Erlösung tritt die Verwünschung häufig als Motiv in Zaubermärchen auf.

## Begriff

### Definition
Die Verwünschung ist ein ausgesprochener Unheilswunsch. Max Lüthi unterscheidet zwischen Fluch und Verwünschung, allerdings gilt die Verwünschung im Märchen als untergeordnete, gattungsspezifische Ausprägung des Fluches. Die Verwünschung trifft den Helden, der Fluch hingegen meist den Frevler. Auf dem Helden kann bereits während der Geburt ein Fluch oder Segen liegen. Im Gegensatz zum Fluch wirkt eine Verwünschung allerdings niemals von früheren Generationen auf spätere Nachkommen.
Im Märchen kann nahezu jede Figur eine Verwünschung aussprechen. Dies kann aus bösem Willen (z. B. Stiefmutter, böse Fee, Hexe) oder durch einen unüberlegten Wunsch im Affekt geschehen (z. B. Eltern). Verwünschungen können eine Reaktion auf vermutetes oder geschehenes Unrecht darstellen, wenn ein anderer Ausgleich nicht möglich scheint. So werden Frevel, Tabubruch, absichtliches oder unabsichtliches Fehlverhalten, Hochmut, Ungehorsam, Habgier oder ein schlechter Lebenswandel  bestraft. Auch kann es vorkommen, dass sich eine Person selbst verwünscht oder auf eigenen Wunsch verwünscht wird.

### Begriffsgeschichte
Der Terminus der Verwünschung ist seit dem 16. Jahrhundert belegt. Seit dem 18. Jahrhundert wird er vorrangig in Bezug auf Märchen u. a. bei Johann Karl August Musäus verwendet und auch als Variante des Zauberspruches gesehen. In anderen Sprachen wird das nicht märchenspezifische Wortfeld des Fluches/der Verfluchung oder der Begriff der Verzauberung verwendet.
Das klassische Schema der Verwünschung und anschließenden Erlösung taucht bereits in zahlreichen Amor-und-Psyche-Varianten (ATU 425 B) auf. Nach einer These des Religionswissenschaftlers Marco Frenschkowski ist allerdings anzunehmen, dass dieses erst unter christlichem Einfluss wesentlicher Bestandteil europäischer Märchen geworden ist.

## Arten der Verwünschung
Bei einer Verwünschung handelt es sich um eine zeitweilige Verzauberung, oft eine Verwandlung. Die Verwandlungsform steht anders als in der Metamorphose der antiken ätiologischen Erzählung nicht notwendigerweise in einer inneren Beziehung zu dem Charakter des Verwunschenen. Die Verwünschung kann nicht zurückgenommen, aber möglicherweise gemildert werden, wie in Dornröschen (ATU 410, KHM 50).
Oft handelt sich bei der Verwünschung um eine statische Fixierung, wie eine Versteinerung. Neben Menschen können auch Orte verwunschen sein, so Schlösser und Burgen, wie zum Beispiel im Märchen von einem, der auszog das Fürchten zu lernen (ATU 326, KHM 4), oder eine Mühle, wie in Der starke Hans (ATU 650 A, 301, KHM 166). Manchmal sind für die Verwünschung magische Mittel notwendig, beispielsweise verwunschene Brunnen oder Quellen in Brüderchen und Schwesterchen (ATU 450, KHM 11), Zauberhemden in Die sechs Schwäne (ATU 451, KHM 49) oder eine Rute in Die zwei Brüder (ATU 567, 300, 303, KHM 60).

## Bedeutung der Verwünschung
Nach Wladimir Propp ist die Verzauberung von Figuren oder Gegenständen eine von 19 Arten der Schädigung im Märchen. Sie kann auch durch Rache motiviert sein. Im Narrativ steht die Verwünschung zum Beginn des Märchens, um eine Mangelsituation zu schaffen, die die eigentliche Märchenhandlung auslöst, so beispielsweise in Dat Erdmänneken (ATU 301, KHM 91). Die Verwünschung im Märchen scheint so fest und selbstverständlich, dass häufig sogar Urheber und Ursache der Verwünschung entfallen und nur der Tatbestand genannt wird.